# Kerstin Jorna

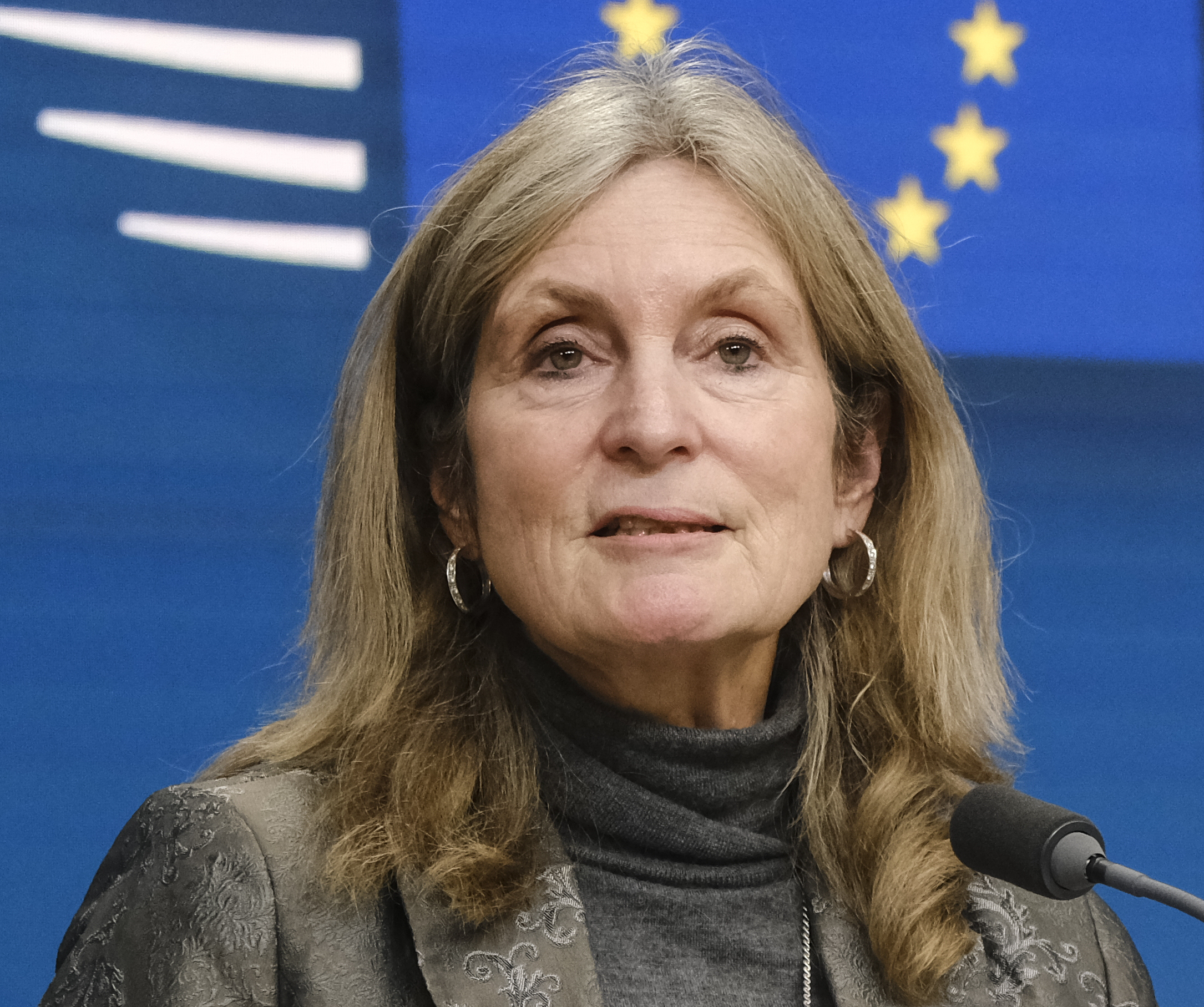
Kerstin Jorna, 2023

Kerstin Jorna ist eine hohe deutsche Beamtin der Europäischen Union. Seit April 2020 leitet sie als Generaldirektorin die Generaldirektion Binnenmarkt, Industrie, Unternehmertum und KMU (GROW).
Kerstin Jorna studierte Rechtswissenschaften an den Universitäten in Bonn, Hamburg und Brügge mit Zweitem Staatsexamen in Hamburg und Diplom in Advanced European Studies in Brügge.
1990 trat sie in den Dienst der Europäischen Kommission. Dort durchlief sie eine vielstufige Karriere, insbesondere in der Generaldirektion Binnenmarkt. Zwischenzeitlich war sie von 2000 bis 2001 Pressesprecherin der Kommission für die Themen Regionalpolitik und institutionelle Angelegenheiten. Sie gehörte in der Zeit von 2002 bis 2012 den Kabinetten der Kommissare Barnier, Verheugen und Barrot an, zuletzt als Kabinettschefin für Barrot und für Barnier.
Von 2012 bis 2016 amtierte sie als Direktorin in den Generaldirektionen GROW und Markt, anschließend bis März 2020 als Stellvertretende Generaldirektion in der Generaldirektion Wirtschaft und Finanzen (ECFIN).